# Neville Marriner
Sir Neville Marriner, CH, CBE (15. dubna 1924 – 2. října 2016) byl anglický dirigent a houslista.

## Biografie
Narodil se v Lincolnu v Anglii, kde studoval na Královské akademii hudebních umění, stejně jako na konzervatoři v Paříži. Na housle hrál ve Filharmonickém orchestru, Kvartetu Martina Stringa a Londýnském symfonickém orchestru. V posledních dvou jmenovaných hrál třináct let. Později založil jakobínský orchestr společně s Thurstonem Dartem, než se přestěhoval do Hancocku v Maine ve Spojených státech, kde studoval pod Pierrem Monteuxem na jeho škole. V roce 1958 založil Akademii svatého Martina, s jejímž komorním orchestrem hojně nahrával.
Marriner byl prvním hudebním režisérem Los Angelského komorního orchestru v letech 1969–1978. Od roku 1979 do roku 1986 byl hudebním režisérem orchestru v Minnesotě. V letech 1986–1989 byl šéfdirigentem Stuttgartského rozhlasového symfonického orchestru.
Nahrával pro nejrůznější značky, včetně značek jako Argo, L'Oiseau Lyre, Philips a EMI Classics. Repertoár jeho nahrávek se pohybuje od barokní doby do britské hudby 20. století, stejně jako v oblasti opery. Mezi jeho nahrávkami jsou také dvě CD britské hudby pro Philips Classics nahrané společně s Julianem Lloydem Webberem, včetně uznávaných představení Benjaminovy symfonie violoncell a koncertu Sira Williama Waltona. Marriner také dohlížel na výběr hudby pro film Amadeus z roku 1984.
Do roku 1992 byl ředitelem Akademie svatého Martina, kdy ho nahradil Malcolm Latchem. Marriner získal titul Life President. Je otcem klarinetisty Andrewa Marrinera, který je hlavním klarinetistou Londýnského symfonického orchestru.

## Vyznamenání
Marriner byl v roce 1979 jmenován velitelem Řádu britského imperia (CBE). V roce 1985 získal titul Knight Bachelor. V roce 2015 ho královna na svoje narozeniny vyznamenala Řádem společníků cti (CH).